# Хоенцолерн
Династията Хоенцолерн (на немски: Hohenzollern) е германска владетелска фамилия от 11-ти век до 1918 г., графове на Цолерн и Хоенцолерн (11-ти век – 1576), бургграфове на Нюрнберг (1192 – 1427), курфюрсти на Бранденбург (1417 – 1701), графове (1575 – 1623) и князе на Хехинген (1623 – 1849), графове (1575 – 1623) и князе на Зигмаринген (1623 – 1849), крале на Прусия (1701 – 1918) и императори на Германия (1871 – 1918), князе (1866 – 1881) и крале на Румъния (1881 – 1947).

## Швабска линия на Хоенцолерните
Пръв известен представител на фамилията е рицарят Буркхард I (пр. 1025 – 1061), който става 1-ви граф Цолерн. Представителите на швабската линия са графове на Цолерн до 1576 г., когато линията се разделя на два клона: графове (1575 – 1623) и князе на Хоенцолерн-Хехинген (1623 – 1849) и графове (1576 – 1848) и князе (1848 – 1849) на Хоенцолерн-Зигмаринген.

### Графове на Цолерн и Хоенцолерн (11-ти век – 1576)
- Буркхард I (пр. 1025 – 1061), 1-ви граф на Цолерн
- Фридрих I (†до 1125) (1061 – до 1125), син на предходния, 2-ри граф на Цолерн
- Фридрих II (†до 1145) (до 1125 – до 1145), син на предходния, 3-ти граф на Цолерн
- Фридрих III (1139 – ок. 1200) (1145 – ок. 1200), син на предходния, 4-ти граф на Цолерн, под името Фридрих I, 1-ви бургграф на Нюрнберг (1192 – ок. 1200)
- Конрад I (ок. 1186 – 1260/61) (1200 – 1214/18), първи син на Фридрих I (III), 5-ти граф на Цолерн, 3-ти бургграф на Нюрнберг (1218 – 1261). Основател на Франконската линия на Хоенцолерните
- Фридрих IV (ок. 1188 – 1251/55) (1214/18 – 1251/55), втори син на Фридрих I (III), 6-ти граф на Цолерн, под името Фридрих II, 2-ри бургграф на Нюрнберг (ок. 1200 – 1218)
- Фридрих V (†24.5.1289) (1251/55 – 1289), син на Фридрих IV (II), 7-ми граф на Цолерн
- Фридрих VI (†ок. 1298) (1289 – ок. 1298), син на предходния, 8-ми граф на Цолерн
- Фридрих VII (†6.10.1309) (1298 – 1309), първи син на Фридрих VI, 9-ти граф на Цолерн
- Фридрих VIII (†1.2.1333) (1309 – 1333), втори син на Фридрих VI, 10-ти граф на Цолерн
- Фридрих IX (†1377/79) (1333 – 1379), син на предходния, 1-ви граф на Хоенцолерн
- Фридрих X (†24.6.1412) (1379 – 1412), първи син на Фридрих IX, 2-ри граф на Хоенцолерн
- Фридрих XI (†26.11.1401) (1379 – 1401), втори син на Фридрих IX, управлява заедно с брат си Фридрих X, граф на Хоенцолерн
- Фридрих XII (†30.9.1443) (1401 – 1426), първи син на Фридрих XI, управлява заедно с брат си Айтел Фридрих I, граф на Хоенцолерн
- Айтел Фридрих I (†21.9.1439) (1402 – 1439), втори син на Фридрих XI, управлява заедно с брат си Фридрих XII от 1402 до 1426, граф на Хоенцолерн
- Йост Николаус I (1433 – 9.2.1488) (1443 – 1488), син на Айтел Фридрих I, граф на Хоенцолерт
- Айтел Фридрих II (1452 – 18.6.1512) (1488 – 1512), син на предходния, граф на Хоенцолерн
- Франц Волфганг (1483/84 – 167.6.1517) (1512 – 1517), първи син на Айтел Фридрих II, граф на Хоенцолерн и Хайгерлоф
- Айтел Фридрих III (1494 – 15.1.1525) (1517 – 1525), трети син на Айтел Фридрих II, управлява заедно с племенника си Кристоф Фридрих, граф на Хоенцолерн
- Кристоф Фридрих (ок. 1510 – 13.8.1536) (1517 – 1535), син на Франц Волфганг, управлява заедно с чичо си Айтел Фридрих III от 1517 до 1525, граф на Хоенцолерн
- Йоахим (1485/86 – 2.2.1538) (1535 – 1538), втори син на Айтел Фридрих II, граф на Хоенцолерн
- Йост Николаус II (1514 – 10.6.1558) (1538 – 1558), син на Йоахим, грах на Хоенцолерн
- Карл I (1516 – 18.3.1576) (1558 – 1576), син на Айтел Фридрих III, последен граф на Хоенцолерн.[1][2][3]

След смъртта на Карл I през 1576 г. двамата му синове Айтел Фридрих IV (I) и Карл II основават съответно клоновете Хоенцолерн-Хехинген и Хоенцолерн-Зигмаринген

### Графове (1575 – 1623) и князе (1623 – 1849) на Хоенцолерн-Хехинген
- Айтел Фридрих I (7.9.1545 – 16.1.1605) (1575 – 1605), първи син на графа на Хоенцолерн Карл I, 1-ви граф на Хоенцолерн-Хехинген
- Йохан Георг I (1577 – 28.8.1623) (1605 – 1623), син на предходния, от 1623 1-ви княз на Хохенцолерн-Хехинген
- Айтел Фридрих II (1601 – 11.7.1661) (1623 – 1661), първи син на Йохан Георг I, 2-ри княз на Хоенцолерн-Хехинген
- Филип (1616 – 13.1.1671) (1661 – 1671), четвърти син на Йохан Георг I, 3-ри княз на Хоенцолерн-Хехинген
- Фридрих Вилхелм (20.9.1663 – 14.11.1735) (1671 – 1735), първи син на Филип, 4-ти княз на Хоенцолерн-Хехинген
- Фридрих Лудвиг (1.9.1688 – 14.6.1750) (1735 – 1750), син на Фридрих Вилхелм, 5-ти княз на Хоенцолерн-Хехинген
- Йозеф Фридрих Вилхелм (12.11.1717 – 19.4.1798) (1750 – 1798), племенник на Фридрих Вилхелм, 6-ти княз на Хоенцолерн-Хехинген
- Херман (6.11.1748 – 2.11.1810) (1798 – 1810), племенник на Йозеф Фридрих Вилхелм, 7-ми княз на Хоенцолерн-Хехинген
- Фридрих Херман Ото (22.7.1776 – 13.9.1838) (1810 – 1838), син на Херман, 8-ми княз на Хоенцолерн-Хехинген
- Фридрих Вилхелм Константин (16.2.1801 – 3.9.1869) (1838 – 1849), син на Фридрих Херман Ото, 9-ти (последен) княз на Хоенцолерн-Хехинген.[4][5]

### Графове (1575 – 1623) и князе (1623 – 1849) на Зигмаринген
- Карл II (22.1.1547 – 8.4.1606) (1575 – 1606), втори син на графа на Хоенцолерн Карл I, 1-ви граф на Зигмаринген
- Йохан (17.8.1578 – 22.3.1638) (1606 – 1623), син на Карл II, 2-ри граф на Зигмаринген, (1623 – 1638) 1-ви княз на Зигмаринген
- Мейнрад I (1605 – 30.1.1681) (1638 – 1681), син на Йохан, 2-ри княз на Зигмаринген
- Максимилиан I (20.1.1636 – 13.8.1689) (1681 – 1689), син на Мейнрад I, 3-ти княз на Зигмаринген
- Майнрад II (1.11.1673 – 20.10.1715) (1689 – 1715), син на Максимилиан I, 4-ти княз на Зигмаринген
- Йозеф Фридрих Ернст (24.5.1702 – 8.12.1769) (1715 – 1769), син на Майнрад II, 5-ти княз на Зигмаринген
- Карл Фридрих (9.1.1724 – 20.12.1785) (1769 – 1785), син на Йозеф Фридрих Ернст, 6-ти княз на Зигмаринген
- Антон Алойс (20.6.1762 – 17.10.1831) (1785 – 1831), син на Карл Фридрих, 7-ми княз на Зигмаринген
- Карл (19.2.1785 – 11.3.1853) (1831 – 1848), син на Антон Алойс, 8-ми княз на Зигмаринген
- Карл Антон (7.9.1811 – 2.6.1885) (1848 – 1849), син на Карл, 9-ти (последен) княз на Зигмаринген.[6][7]

През 1866 г. вторият син на Карл Антон, Карл е избран за княз на Румъния под името Карол I.

### Князе (1866 – 1881) и крале (1881 – 1947) на Румъния
- Карол I (27.4.1839 – 10.10.1914) (1866 – 1881), втори син на 9-тия (последен) княз на Зигмаринген Карл Антон, (1881 – 1914) 1-ви крал на Румъния
- Фердинанд I (24.8.1865 – 20.7.1927) (1914 – 1927), племенник на Карол I, 2-ри крал на Румъния
- Карол II (16.10.1893 – 4.4.1953) (1930 – 1940), син на Фердинанд I, 3-ти крал на Румъния
- Михай I (25.10.1921 – 5.12.2017) (1927 – 1930; 1940 – 1947), втори син на Карол II, 4-ти (последен) крал на Румъния.[7][8]

## Франконска линия на Хоенцолерните
Първият представител на Франконската линия на Хоенцолерните е Конрад I, първи син на 1-вия бургграф на Нюрнберг Фридрих I. Представителите не Франконската линия са бургграфове на Нюрнберг (1192 – 1427), курфюрсти на Бранденбург (1417 – 1701), крале на Прусия (1701 – 1918) и императори на Германия (1871 – 1918).

### Бурграфове на Нюрнберг (1200 – 1427)
- Конрад I (ок. 1186 – 1260/61) (1218 – 1260/61), първи син на Фридрих I (III), 3-ти бургграф на Нюрнберг, (1200 – 1214/18) 5-ти граф на Цолерн
- Фридрих III (ок. 1220 – 14.8.1297) (1260/61 – 1297), първи син на Конрад I, 4-ти бурграф на Нюрнберг
- Конрад II (†6.6.1314) (1297 – 1314), втори син на Конрад I, 5-ти бурграф на Нюрнберг (съвместно с Йохан I)
- Йохан I (1278/80 – 25.2.1300) (1297 – 1300), първи син на Фридрих III, 5-ти бурграф на Нюрнберг (съвместно с Конрад II)
- Фридрих IV (1287 – 19.5.1332) (1300 – 1332), втори син на Фридрих III, 6-ти бурграф на Нюрнберг (съвместно с Конрад II)
- Йохан II (†17.10.1357) (1332 – 1357), син на Фридрих IV, 7-ми бурграф на Нюрнберг
- Фридрих V (3.3.1333 – 21.1.1398) (1357 – 1398), син на Йохан II, 8-ми бурграф на Нюрнберг
- Йохан III (ок. 1369 – 11.6.1420) (1398 – 1420), първи син на Фридрих V, 9-ти бурграф на Нюрнберг, съвместно с брат си Фридрих VI
- Фридрих VI (21.9.1371 – 20.9.1440) (1398 – 1427), втори син на Фридрих V, 9-ти бурграф на Нюрнберг, съвместно с брат си Йохан III, 1-ви курфюрст на Бранденбург (1417 – 1440) под името Фридрих I.[1]

### Курфюрсти на Бранденбург (1417 – 1701)
|  | Име (Дати)                                                     | Време на управление                       | Бележки |
|  | -------------------------------------------------------------- | ----------------------------------------- | --- |
|  | Фридрих I (* 21 септември 1371; † 20 септември 1440)           | 1417 – 1440 1-ви курфюрст на Бранденбург  | 1398 – 1427) бургграф на Нюрнберг под името Фридрих VI, втори син на 8-мия бургграф на Нюрнберг Фридрих V.                                             |
|  | Фридрих II, „Железния“ (* 19 ноември 1413; † 10 февруари 1471) | 1440 – 1470 2-ри курфюрст на Бранденбург  | първи син на Фридрих I. През 1470 оставя курфюрството на брат си Албрехт Ахилес.                                                                       |
|  | Албрехт Ахилес (* 9 ноември 1414; † 11 март 1486)              | 1470 – 1486 3-ти курфюрст на Бранденбург  | втори син на Фридрих I, от 1440 маркграф на Бранденбург-Ансбах, от 1471 маркграф на Бранденбург-Кулмбах.                                               |
|  | Йохан Цицерон (* 2 август 1455; † 9 януари 1499)               | 1486 – 1499 4-ти курфюрст на Бранденбург  | първи син на Албрехт Ахилес. Прави Берлин резиденция на Бранденбург.                                                                                   |
|  | Йоахим I, „Нестор“ (* 21 февруари 1484; † 11 юли 1535)         | 1499 – 1535 5-ти курфюрст на Бранденбург  | син на Йохан Цицерон. До 1513 управлява с брат си Албрехт. Основава университет във Франкфурт ан дер Одер.                                             |
|  | Йоахим II, „Хектор“ (* 13 януари 1505; † 3 януари 1571)        | 1535 – 1571 6-ти курфюрст на Бранденбург  | син на Йоахим I. Реформацията навлиза в Бранденбург. Той е Confessio Augustana от 1558 чрез подписване на Франкфуртския Rezess.                        |
|  | Йохан Георг (* 11 септември 1525; † 8 януари 1598)             | 1571 – 1598 7-ми курфюрст на Бранденбург  | син на Йоахим II. Наследява чичо си Йохан като маркграф на Бранденбург-Кюстрин (1571 – 1598), поради липса на мъжки наследници. Специалист по финанси. |
|  | Йоахим Фридрих (* 27 януари 1546; † 18 юли 1608)               | 1598 – 1608 8-ми курфюрст на Бранденбург  | син на Йохан Георг. От 1605 регент на Прусия. Строи канал между Одер и Хафел.                                                                          |
|  | Йохан Сигизмунд (* 8 ноември 1572; † 23 декември 1619)         | 1608 – 1619 9-ти курфюрст на Бранденбург  | син на Йоахим Фридрих. През 1613 сменя лутеранската си вяра с протестантска. През 1618 става херцог на Прусия.                                         |
|  | Георг Вилхелм (* 3 ноември 1595; † 1 декември 1640)            | 1619 – 1640 10-ти курфюрст на Бранденбург | син на Йохан Сигизмунд. В Тридесетгодишната война Бранденбург загубва голяма част от населението си. През 1638 мести резиденцията си в Кьонигсберг.    |
|  | Фридрих Вилхелм (* 16 февруари 1620; † 9 май 1688)             | 1640 – 1688 11-ти курфюрст на Бранденбург | син на Георг Вилхелм. |
|  | Фридрих III (* 11 юли 1657; † 25 февруари 1713)                | 1688 – 1701 12-ти курфюрст на Бранденбург | син на Фридрих Вилхелм. От 1701 крал на Прусия под името Фридрих I.                                                                                    |

### Крале на Прусия (1701 – 1918) и императори на Германия (1871 – 1918)
- Фридрих I (11.7.1657 – 25.2.1713) (1701 – 1713), син на 11-тия курфюрст на Бранденбург Фридрих Вилхелм, 1-ви крал на Прусия, 12-ти (последен) курфюрст на Бранденбург (1688 – 1701) под името Фридрих III
- Фридрих Вилхелм I (14.8.1688 – 31.5.1740) (1713 – 1740), син на Фридрих I, 2-ри крал на Прусия
- Фридрих II Велики (24.1.1712 – 17.8.1786) (1740 – 1786), син на Фридрих Вилхелм I, 3-ти крал на Прусия
- Фридрих Вилхелм II (25.9.1744 – 16.11.1797) (1786 – 1797), син на Фридрих II Велики, 4-ти крал на Прусия.[11]
- Фридрих Вилхелм III (3.8.1770 – 17.6.1840) (1797 – 1840), син на Фридрих Вилхелм II, 5-ти крал на Прусия
- Фридрих Вилхелм IV (15.10.1795 – 2.1.1861) (1840 – 1864), първи син на Фридрих Вилхелм III, 6-ти крал на Прусия
- Вилхелм I (22.7.1797 – 9.3.1888) (1861 – 1888), втори син на Фридрих Вилхелм III, 7-ми крал на Прусия, от 1871 1-ви император на Германия
- Фридрих III (18.10.1831 – 15.6.1888) (9.3 – 15.6.1888), син на Вилхелм I, 8-ми крал на Прусия и 2-ри император на Германия
- Вилхелм II (27.1.1859 – 4.6.1941) (1888 – 1918), син на Фридрих III, 9-ти (последен) крал на Прусия и 2-ри (последен) император на Германия.[12]